# Shinobu Sekine

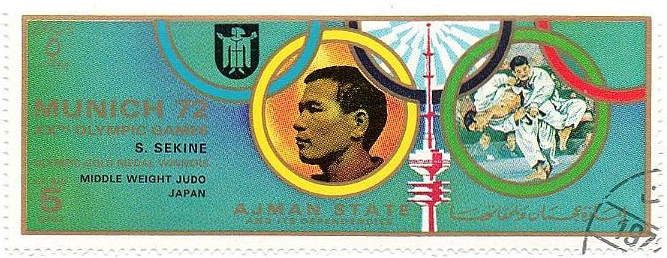
Shinobu Sekine auf einer Briefmarke von 1972

Shinobu Sekine (jap. 関根忍, Sekine Shinobu; * 20. September 1943 in Ōarai, Präfektur Ibaraki; † 18. Dezember 2018) war  ein japanischer Judoka. Er wurde 1972 der zweite Judo-Olympiasieger im Mittelgewicht.

## Karriere
Sekine gewann bei den Asienmeisterschaften 1966 in Manila den Wettbewerb im Mittelgewicht und erkämpfte eine Bronzemedaille in der offenen Klasse. Bei den Weltmeisterschaften 1971 in Ludwigshafen trat Sekine in der offenen Klasse an. Er gewann seine ersten vier Kämpfe, unterlag aber dann Witali Kusnezow aus der Sowjetunion und Klaus Glahn aus der Bundesrepublik Deutschland. Durch einen Sieg über Giwi Onaschwili aus der Sowjetunion erkämpfte sich Sekine eine Bronzemedaille.
1972 gewann Sekine die japanischen Meisterschaften in der offenen Klasse. Bei den Olympischen Spielen 1972 in München besiegte er in seinem ersten Kampf den Portugiesen Orlando Ferreira nach 48 Sekunden. In der zweiten Runde bezwang er den Ungarn László Ipacs nach 4:46 Minuten. Der Kampf gegen den Neuseeländer Rick Littlewood ging über die volle Distanz, der Sieger wurde per Schiedsrichterentscheid bestimmt. Im Poolfinale unterlag Sekine dem Südkoreaner Oh Seung-lip ebenfalls durch Schiedsrichterentscheid. Durch einen Sieg in der Hoffnungsrunde gegen den Österreicher Lutz Lischka nach 2:32 Minuten Kampfzeit qualifizierte sich Sekine für die Finalrunde. Dort besiegte er den Briten Brian Jacks mit Schiedsrichterentscheid und traf im Finale erneut auf Oh Seung-lip. Waren alle bisher aufgeführten Schiedsrichterentscheide mit 3:0 Stimmen einstimmig ausgefallen, wurde das Finale mit 2:1 Stimmen für Shinobu Sekine entschieden.